# 楊玄感
楊 玄感（よう げんかん、生年不詳 - 613年8月）は、隋の将軍。煬帝の高句麗遠征に際して反乱を起こした。この反乱自体は3か月で失敗し、楊玄感自身は敗死したものの、これ以降、反乱が各地で口火を切り、群雄割拠を経て、隋の滅亡や唐の成立へとつながる切っ掛けとなった。

## 生涯

### 隋の重臣の子息
隋の重臣楊素の子として生まれた。隋の帝室とは別系統の楊氏で、弘農郡華陰県を本貫の地とする名族の出身であった。
楊玄感は体格雄偉で、美しい髭の持ち主であり、読書を好み、騎射も巧みであった。父の軍功により柱国の位を賜り、郢州刺史に任じられた。のちに宋州刺史に転じた。父が煬帝に疑われると、職を去った。
606年の父の死後に鴻臚卿として復帰し、父の爵位の楚国公を継ぎ、礼部尚書に進められた。しかし、煬帝に疑われたため、秦王楊浩の擁立を謀った。これについては、煬帝が楊素のことを晩年は疎んでおり、別の側近に対して「仮に楊素が病死しなかったとしても、いつかは一族皆殺しということになっただろう」と述べたことを聞いたためという。

### 反乱・敗死
吐谷渾遠征から凱旋すると、煬帝の行宮を襲撃しようと計画したが、叔父の楊慎に諫められて中止した。613年の第二次高句麗遠征のとき、黎陽で食糧輸送の官にあてられて怠業した挙げ句、6月に煬帝に背いて挙兵した。そのため煬帝の第二次高句麗遠征は頓挫した。
楊玄感は反乱を起こした際、次のような檄文を発している。
- 「主上は無道にして、百姓を以て念と為さず。天下騒擾し、遼東に死ぬ者、万を以て計う。今、君らと兵を起し、以て兆民の弊を救わんとするが如何?（煬帝は無道で、百姓を大切にしない。天下は乱れ、高句麗遠征で遼東で死ぬ者は万を数える。それゆえ私は百姓たちと挙兵し、困窮する皆を救おうとしたのだがどう思うか?）」

謀反の檄文は、例えば明の靖難の変のように君側の奸臣を除くように表現するのが普通だが、楊玄感は最初から皇帝を非難しており、これに呼応して韓相国や管崇らがそれぞれ反乱を起こしている。
楊玄感は友人で参謀でもある李密から、以下の策を献策された。
- 遼東に遠征中の煬帝軍の背後を襲撃する。
- 帝都長安を攻めて攻略する。
- 洛陽を攻略する。

李密の作戦は上から順番に上策・中策・下策としていた。ただし、上策である遼東襲撃は成功すれば一気に隋滅亡となるが、距離がある上、煬帝が率いている親征軍は精鋭揃いで数も多いという危険もある。長安攻略は落とせれば一気に国家の中心を奪えるが、反乱を起こした黎陽からはやはり距離がある。洛陽攻略は黎陽から近いし、何よりも隋は長安・洛陽をほとんど同等に扱っていたという事情があり、楊玄感は下策である洛陽攻略の方針を選択した。李密が長安を中策としたのは、長安は当時、まだ建設の途中であるから攻めやすいのと、確かに黎陽からは遠いが、煬帝がいる遼東からも遠いので、すぐには引き返してこれないという事情があったからとしている。
楊玄感の軍は洛陽を落とすことができず、衛玄・陳稜・屈突通・宇文述・来護児らの隋軍に包囲された。楊玄感は洛陽攻略をあきらめ、関中方面に転進しようとしたが、追撃を受け、董杜原の戦いで大敗した。十騎あまりに討ち減らされて上洛に逃れようとしたが、葭蘆戍にいたって窮迫し、8月に弟の楊積善と刺し違えて死んだ。

## その後
楊玄感の反乱そのものは3カ月あまりで鎮圧されたが、これを契機に河南・山東を中心として民衆反乱が続発し、隋の屋台骨を揺るがしていくこととなった。
また、煬帝は反乱後、反乱に属した、あるいは関与したとして、関係者である数万人の大量虐殺を決行した。その虐殺には楊玄感が反乱を起こして洛陽の国庫から穀物を分けたものを受け取ったというだけで罪にされた者まで含まれており、彼らは洛陽の南側に生き埋めにされたという。